# فراون‌پاروخی
ورونپاروچی (به هلندی: Vrouwenparochie) یک منطقهٔ مسکونی در هلند است که در هت‌بیلت واقع شده‌است. ورونپاروچی ۵۳۰ نفر جمعیت دارد.